# Francisco Quirós y Ampudia
Francisco de Paula Isidoro Quirós y Ampudia, (Cerro de Pasco, 1798 - Lima, 1867) fue un político, militar y empresario minero peruano. Fue Presidente de la Convención Nacional (Congreso Constituyente) en 1855 y 1857, y Ministro de Relaciones Exteriores, Instrucción y Beneficencia, de 1855 a 1856. Pero más que por su trayectoria política, es recordado por haber sido el primer capitalista nacional que negoció con el Estado peruano el arriendo de la explotación del guano de islas, para su venta en los mercados europeos, en la década de 1840.

## Biografía
Nacido en Cerro de Pasco, sus padres fueron Juan Manuel Antonio Méndez de Quirós y Benavides y Francisca Ampudia Crespo. Su padre era administrador del Real Tribunal de Minería de Cerro de Pasco.
Se trasladó a Lima para cursar estudios y en 1816 retornó a Cerro de Pasco. Se dedicó a la minería y el comercio. Cuando el 7 de diciembre de 1820 arribó a dicha localidad centroandina la expedición patriota que comandaba el coronel Juan Antonio Álvarez de Arenales, Quirós fue nombrado gobernador general, convirtiéndose así en la primera autoridad establecida en el Perú independiente. Asistió a la ceremonia de proclamación de la Independencia realizada en Cerro de Pasco, al lado de las principales autoridades locales. Pero cuando las fuerzas realistas recuperaron el control de la zona, Quirós debió trasladarse a Lima, mientras que su casa y sus instalaciones mineras eran ocupadas por el enemigo. Establecido el gobierno del Protectorado sanmartiniano, viajó a Londres en 1822 para gestionar la formación de la compañía minera Pasco Peruana.
Regresó al Perú en 1824, como director de dicha compañía, cargo que compartió con Guillermo Cochrane, José Andrés Fletcher y D. T. Holland. A fines de 1825 logró la libre importación de maquinarias y herramientas que mandó pedir a Inglaterra.
Fue nombrado vocal de la Junta Superior de Minería en 1826 y elegido diputado por Junín ante el Congreso Constituyente de 1827. Nombrado jefe de la Legión Comercio, participó en la guerra contra la Gran Colombia y ascendió a teniente coronel en 1829.
En 1829, ante las dificultades financieras que atravesó su empresa, incorporó nuevos accionistas, adoptando un nuevo nombre para aquella: Compañía Unida de Desagües del Mineral de Pasco. Compartió directorio con Cristóbal Briggs. Sus acciones alcanzaron en 1830 los 43.000 pesos.
En 1833 se apartó de sus actividades mineras para ejercer como prefecto del departamento de Junín. Como tal, apoyó al presidente Luis José de Orbegoso contra la revolución del general Pedro Pablo Bermúdez y ascendió a coronel.
En 1835, bajo la dictadura de Felipe Santiago Salaverry, debió dejar la prefectura de Junín en manos del coronel Juan Pablo Fernandini pero cuando éste fue llamado a Lima, asumió nuevamente el cargo. En 1836 fue nombrado director de la Casa de Moneda de Cerro de Pasco. Instaurado el gobierno de Andrés de Santa Cruz, representó a Junín en la Asamblea Constitutiva del Estado Nor-Peruano, siendo nombrado uno de los tres delegados que representaron a dicho estado en el Congreso de Tacna de 1837, donde se acordaron las bases de la Confederación Perú-Boliviana.
Al producirse la invasión de las tropas restauradoras peruano-chilenas en 1838, apoyó desde Tarma el movimiento iniciado por Orbegoso (entonces presidente del Estado Nor-Peruano), que se proponía expulsar tanto a chilenos como a bolivianos. Derribada la Confederación, fue nombrado prefecto y comandante general del departamento de Junín en 1839. Al año siguiente fue nombrado presidente de la Bolsa Comercial.

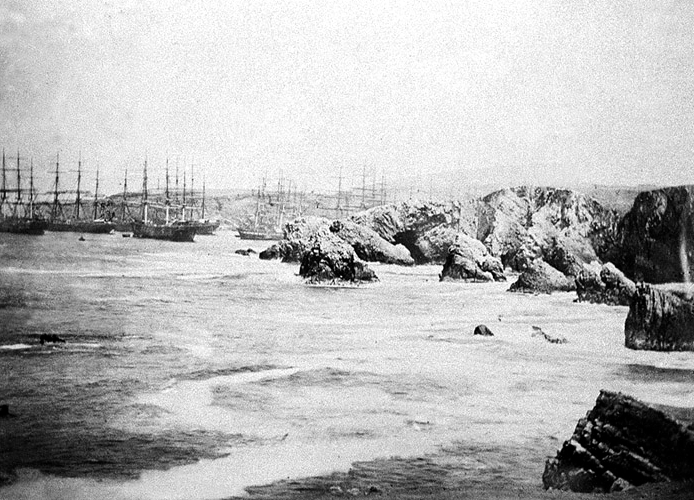
Carguío de guano en las islas Chincha.

El 10 de noviembre de 1840 suscribió con el Estado peruano el primer contrato de arrendamiento de los yacimientos de guano por un plazo de seis años, para el envío de dicho fertilizante a los mercados extranjeros, comprometiéndose a pagar 10.000 pesos cada año, adelantando 40.000 pesos, 1500 de los cuales fueron entregados en dinero y el resto en certificados de la deuda de la Casa de Moneda. El abono alcanzó tan altos precios en Europa, poniéndose así al descubierto lo irrisorio de la cantidad recibida por el Estado peruano, por lo que este anuló el contrato, por resolución del 27 de noviembre de 1841, pidiendo nuevas propuestas. Quirós se asoció entonces con Aquiles Allier (cuyo agente en Inglaterra era la Casa Mayers-Bland de Liverpool), logrando ambos un segundo contrato, en el que el Estado consiguió sustantivamente elevar sus ganancias (8 de diciembre de 1841). Un mes después se firmó un tercer contrato, por el cual se estableció una sociedad entre el Estado y un grupo interesado en el negocio guanero: el binomio Quirós-Allier, más dos firmas extranjeras con oficinas en Lima, una de las cuales era la Casa Gibbs. Este sistema de negocio duró hasta 1847 en que se dio pase al de los consignatarios del guano.
Bajo el primer gobierno de Ramón Castilla fue nombrado miembro del Consejo de Estado en 1845, cuya segunda vicepresidencia ejerció de 1848 a 1849. Durante el gobierno del general José Rufino Echenique sufrió un breve destierro. De tendencia liberal, apoyó la revolución de 1854 que encabezó Castilla, la misma que decretó la abolición de la esclavitud y el tributo indígena. Tras el triunfo de la revolución, fue nombrado presidente de la Junta de Manumisión.
En 1855 fue elegido diputado por Pasco a la Convención Nacional (Congreso Constituyente), cuya presidencia ejerció en cuatro oportunidades: de 14 de julio a 29 de agosto de 1855; de 29 de agosto a 29 de septiembre de 1855; de 1 a 30 de septiembre de 1857; y de 1 a 31 de octubre de 1857. Simultáneamente, el 6 de septiembre de 1855 fue nombrado Ministro de Relaciones Exteriores, Instrucción y Beneficencia, del gobierno provisorio de Ramón Castilla. Renunció a dicho cargo el 1 de febrero de 1856, tal vez por no sentirse cómodo al ver que Castilla viraba hacia el lado conservador, pese a que había sido el bando liberal el que había apoyado su ascensión al poder.
Disuelta la Convención Nacional en noviembre de 1857, Quirós pasó a integrar el Tribunal de Responsabilidad. En 1860 fue nombrado prior del Tribunal del Consulado y presidente de la Bolsa Mercantil de Lima.